# Франчишек Славски
Франчѝшек Сла̀вски (на полски: Franciszek Sławski) е полски езиковед славист, българист, професор, специалист в областта на славянската етимология и лексика, преподавател в Ягелонския университет, където в периода 1966 – 1969 година е декан на Филологическия факултет, член на Полската академия на знанията и Полската академия на науките, чуждестранен член на Българската академия на науките.
Определян за най-значимия българист в полската славистика. Автор на повече от 100 научни труда посветени на българския език.

## Трудове
- Miejsce enklityki odmiennej w dziejach języka bułgarskiego (1946) – докторска дисертация
- Bułgaria: dzieje i piśmiennictwo w zarysie (1947)
- Szyk przydawski przymiotnikowej w bułgarszcyżnie (1948)
- Słownik etymologiczny języka polskiego (1952)
- Gramatyka jezyka bulgarskiego (1953)
- Zarys dialektologii południowosłowiańskiej: z wyborem tekstów gwarowych (1962)
- Kieszonkowy słownik bŭlgarsko-polski i polsko-bulgarski (Джобен българско-полски и полско-български речник) (1965) – в съавторство със Сабина Радева
- Słowotwórstwo bułgarskie na tle prasłowiańskim (1963)
- Słownik prasłowiański (1984)
- Slawistyczne studia językoznawcze (1987)
- Наръчен българско-полски речник с допълнение/Podręczny słownik bułgarsko-polski z suplementem. Tom 1 – 2 (1987)
- Collectanea Slavica (1996)